# Contea di Guangshan
La contea di Guangshan (光山县S, Guāngshān XiànP) è una contea della Cina, situata nella provincia di Henan e amministrata dalla prefettura di Xinyang.